# نمی‌تونم تظاهر کنم
«نمی‌تونم تظاهر کنم» تک‌آهنگی از هنرمند اهل بریتانیا تام اودل است که در سال ۲۰۱۳ میلادی منتشر شد. این تک‌آهنگ در آلبوم خیلی پایین قرار داشت.
این تک‌آهنگ در چارت فلاندرز جزو ده ترانه اول قرار گرفت.